# Vaste plant
Een vaste plant of overblijvend kruid is een kruidachtige (niet-houtige), overblijvende zaadplant, die meer dan eenmaal tijdens zijn levensduur kan bloeien én langer dan twee jaar leeft. Sommige vaste planten bloeien pas na jaren voor het eerst. Planten die jaar na jaar bloeien en zaad vormen heten polycarpisch. Voorbeelden daarvan zijn riet, witte waterlelie en witte klaver.
Er zijn vaste planten die bovengronds afsterven, maar door het reservevoedsel uit de bol (bolgewas), knol (knolgewas), wortelstok of vlezige wortel in het volgende voorjaar weer uitlopen. We onderscheiden geofyten, die overwinteren op ondergrondse bollen of knollen en hemicryptofyten die ondergrondse knoppen ontwikkelen.
Daarnaast zijn er vele vaste planten die bovengronds niet afsterven, zoals vele grassen waaronder Engels raaigras.
Moeras- en waterplanten zijn ook dikwijls vaste planten, zij overwinteren met knoppen onder het wateroppervlak (helofyten en hydrofyten).
Onder de overblijvende planten vallen naast deze kruidachtige, vaste planten ook de houtige planten: de bomen, struiken, halfheesters en lianen.
Planten die na de bloei sterven (eenjarige planten, tweejarige planten en meerjarige planten) heten monocarpisch.

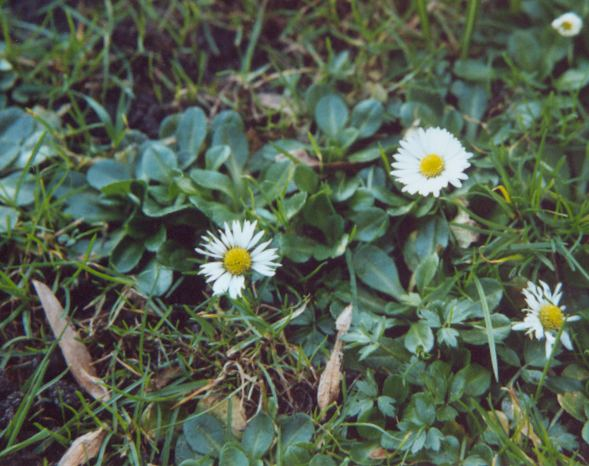
Het madeliefje is van nature een vaste plant, maar er zijn eenjarige vormen in de handel
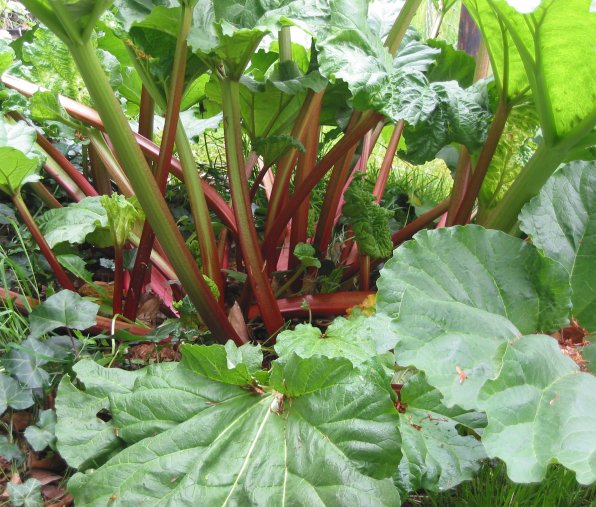
Rabarber is een vaste plant
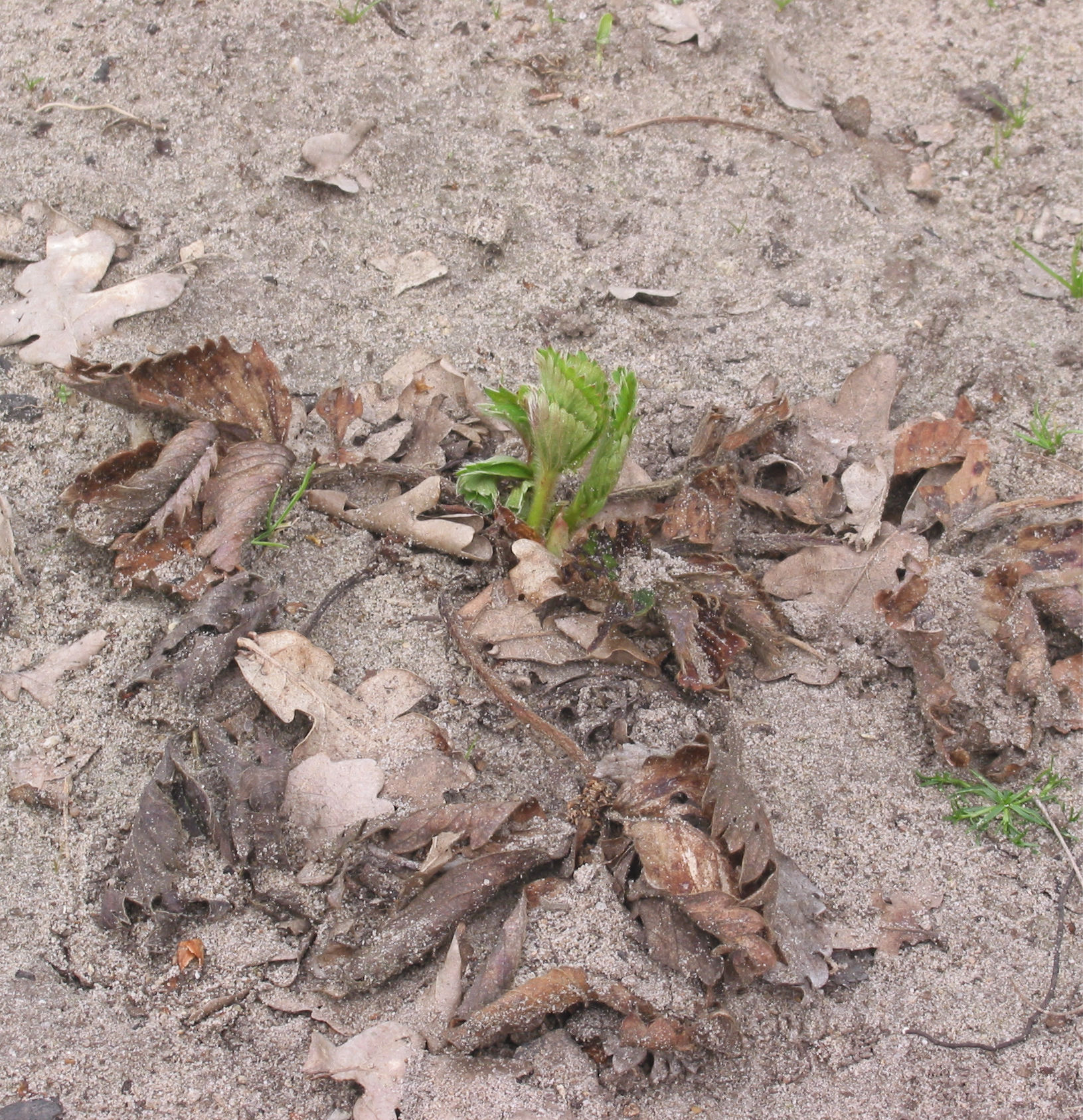
Vaste plant van de aardbei in het voorjaar

## Winterharde planten
Een winterharde plant is een plant die zo aangepast is, dat hij geen schade oploopt bij temperaturen onder 0 °C en zo een koude periode overleeft. Dit overleven geldt niet per se voor de plant in zijn geheel, maar na de winter zal een winterharde plant weer normaal uitlopen. Planten die wel beschadigd raken of kapotvriezen noemt men 'zachte' of 'halfwinterharde' planten. Dit verschil komt door de fysiologie van de cellen. Bij 'niet-winterharde' planten vormen zich in de cel ijskristallen bij temperaturen onder 0 °C.
Bij een winterharde plantencel wordt bij vorst het water uit de cel door het celmembraan afgesloten. Dit verhoogt de concentratie van de celinhoud en verlaagt het vriespunt. Er vormt zich ijs buiten het membraan waarbij de cel alleen vervormd wordt.